# フィリップ・スミス
フィリップ・ヘイガー・スミス (Phillip Hagar Smith, 1905年4月29日 - 1987年8月29日) はスミスチャートの発明者として知られる電気技術者である。 
スミスはタフツカレッジ (現在のタフツ大学) で電気工学を専攻、1928年に卒業した。RCAに在籍中、スミスチャートを発明した。その後、ベル研究所に移り、同所を1970年に退職した。

## スミスチャートの発明
ベル研究所に在職中の1939年、フィリップ・スミスはスミスチャートを発明した。このチャートをなぜ発明したのか尋ねられたスミスは次のように説明している。「計算尺を使えるようになって以降、数学的な関係を視覚的に表現することに興味を持った。」
スミスの提案の2年前、日本無線電信株式会社の水橋東作は1937年（昭和12年）に発表した論文中第１図で、「反射係数{\displaystyle \gamma }の{\displaystyle Z_{01}}（及{\displaystyle Z_{02}}）に対する円線図」という正規化インピーダンスに対するスミスチャートと等価の計算図表を提案し、この「便利な図」を用いてグラフィカルにインピーダンスの計算ができることを示した。このため日本国内では、スミスチャートは水橋チャートまたは水橋-スミスチャートと呼称するのが妥当であるとの意見が存在する。